# 인권 광장
인권 광장(프랑스어: Parvis des Droits de l'homme, 드루아 드 롬 광장)은 프랑스 파리 16구 트로카데로 광장의 도로 너머에 위치한 널찍한 광장이다. '트로카데로 전망대' (esplanade du Trocadéro)라고도 부른다.

## 위치와 명칭
1937년 세계 박람회의 개최장소로 쓰였던 샤요 궁전의 두 건물 사이에 위치한 광장으로, 도로 너머 트로카데로 11월 11일 광장 (Place du Trocadéro-et-du-11-Novembre)과 트로카데로 정원을 내려다보고 있다. 광장 바로 아래는 국립 무용극장 (Théâtre national de la danse)이 위치해 있는데, 거꾸로 말하면 이 광장은 해당 극장의 옥상 테라스에 해당된다.
광장의 명칭은 1985년 프랑스 대통령 프랑수아 미테랑의 뜻으로 '자유와 인권 광장' (Parvis des Libertés et des Droits de l'Homme)이라는 이름으로 바뀌면서 지금까지 전해지고 있다. '인권 광장'이라는 이름은 1948년 12월 10일 제5차 유엔 총회를 계기로 세계 인권 선언이 채택된 장소가 광장 아래 샤요 궁전인 동시에, 선언문 초안 작성에 참여한 프랑스 대표 르네 카생을 기리기 위한 의도다.
광장에 올라서면 남쪽 방면으로 바로 눈앞에 에펠탑이 우뚝 선 풍경이 펼쳐지기 때문에 파리를 찾은 관광객들 사이에서 인기 있는 명소로 꼽힌다. 시민들 가운데서는 롤러블레이드와 스케이트보드를 타는 사람들도 있으나 광장의 바닥 타일 자체는 운동에 적합하지 않다. 이와 더불어 에펠탑이 잘 보이는 장소라는 점에서 프랑스 국내외 정치 관련 시위대가 모여 집회를 벌이고, 그 자체로 프랑스 내지는 파리에서 시위를 진행되었음을 보여주는 장소로도 쓰인다.
파리 메트로의 환승역인 트로카데로역에서 가깝다.

## 역사
1937년 세계 박람회를 앞두고 지어진 샤요 궁전과 함께 조성되었다. 이전에는 1878년 건설된 트로카데로 궁전의 콘서트홀이 자리잡고 있었다. 당시 샤요 궁전을 바탕으로 양쪽에 금박 청동상이 4개씩, 총 8개가 들어섰으며, 각 동상마다 특정 개념을 의인화하였다. 알렉상드르 데스카투아르 (Alexandre Descatoire)의 <젊음> (La Jeunesse), 피라스 (Pyras)의 <아침> (Le Matin), 로베르 쿠튀리에르 (Robert Couturier)의 <정원들> (Les Jardins)을 비롯해 7개 동상이 여인상과 소년상으로 꾸려졌다. 이 가운데 폴 니클라우스 (Paul Niclausse)의 작품 <봄> (Printemps)은 1964년 프랑스 예술가 크리스토 에 장클로드가 투명한 베일을 감싸는 퍼포먼스를 선보인 것으로 유명하다.
1940년 나치 독일이 프랑스 파리를 접수한 뒤 방문한 아돌프 히틀러가 에펠탑을 배경으로 찍은 유명한 사진도 이곳 광장에서 촬영되었다.
1985년 '인권 광장'으로 명명된 직후 기념석판이 설치되었는데, 1789년 프랑스 혁명으로 발표된 인간과 시민의 권리선언 제1조 "인간은 권리에 있어 자유롭고 평등하게 태어났다" (Les hommes naissent et demeurent libres et égaux en droits)가 적혀 있다.
1987년 10월 17일에는 프랑스의 신부이자 인권운동가인 조제프 르생스키의 주도로 광장 반대편 끝에 두번째 석판이 설치되었다. 그 내용은 다음과 같다.
1987년 10월 17일, 전세계의 인권과 시민권 수호자들이 이 광장에 모여, 굶주림과 무지, 폭력의 희생자들을 추모하였다. 가난은 피할 수 없는 것이 아니라는 신념을 재확인하고, 전세계에서 빈곤 퇴치를 위해 싸우는 이들과의 연대를 선언하였다. 가난한 삶에 내몰리는 그 어떤 곳이든, 인권은 침해되고야 만다. 이들의 인권이 존중될 수 있도록 단결하는 것은 신성한 의무다. — 조제프 르생스키 신부— 
Le 17 octobre 1987, des défenseurs des droits de l’homme et du citoyen de tous pays se sont rassemblés sur ce parvis. Ils ont rendu hommage aux victimes de la faim, de l’ignorance et de la violence. Ils ont affirmé leur conviction que la misère n’est pas fatale. Ils ont proclamé leur solidarité avec ceux qui luttent à travers le monde pour la détruire. Là où des hommes sont condamnés à vivre dans la misère, les droits de l’homme sont violés. S'unir pour les faire respecter est un devoir sacré. — Père Joseph Wresinski.

위 석판을 설치한 것을 계기로, 프랑스에서는 매년 10월 17일을 '세계 빈곤 극복의 날' (Journée mondiale du refus de la misère)로 기념하고 있으며, 유엔에서도 같은 날을 '국제 빈곤 퇴치의 날'로 공식 승인하고 있다.
2016년에는 프랑수아 올랑드 프랑스 대통령의 뜻에 따라 나치 점령기에 사망한 장애인들을 추모하는 석판이 세 번째로 세워졌다.

### 사진

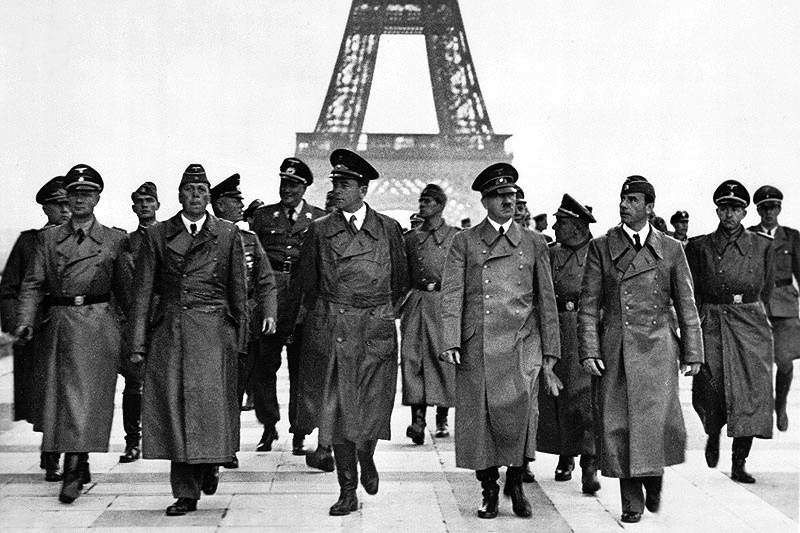
1940년 아돌프 히틀러의 방문
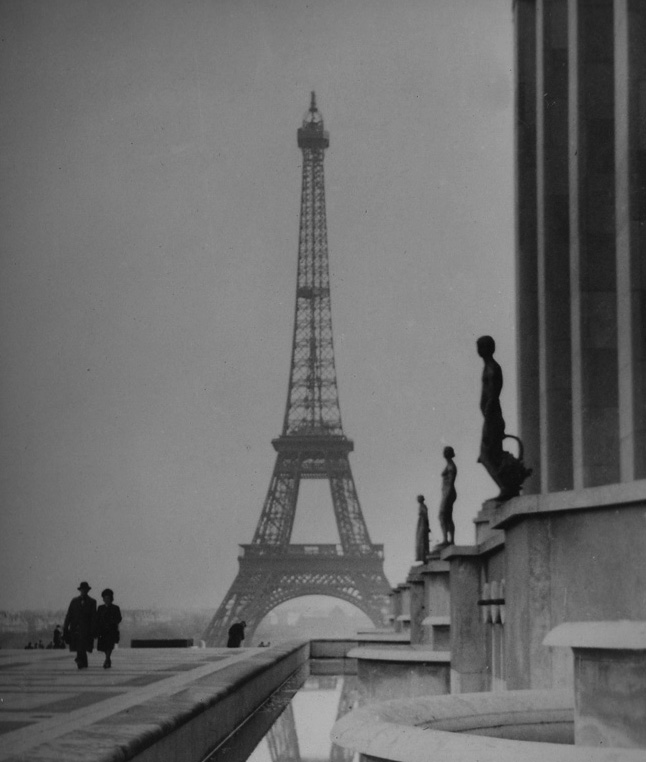
1945년 모습
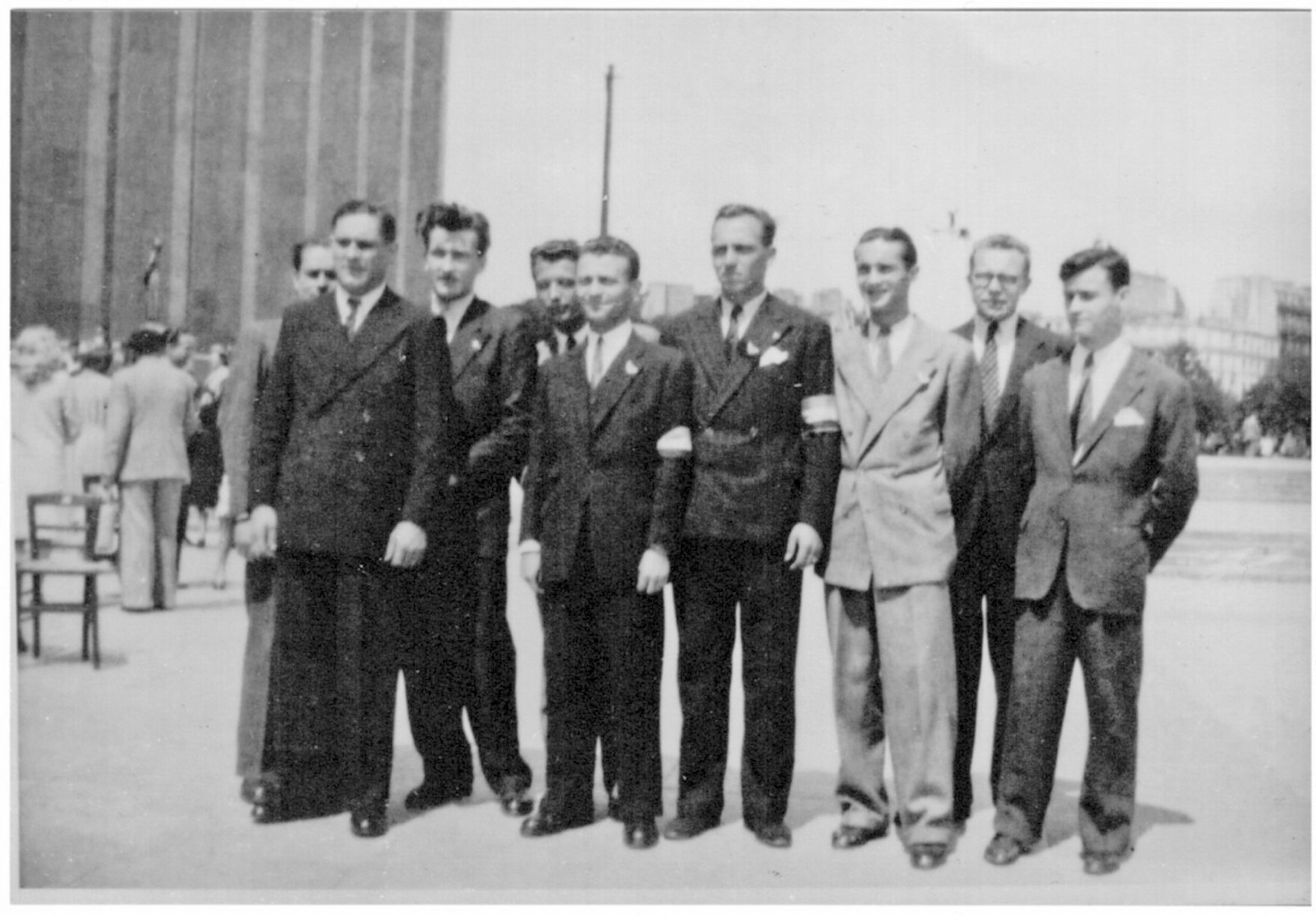
1946년 파리 해방 작전에 기여한 제16기동부 (Section motorisée du XVIe) 대원 모임
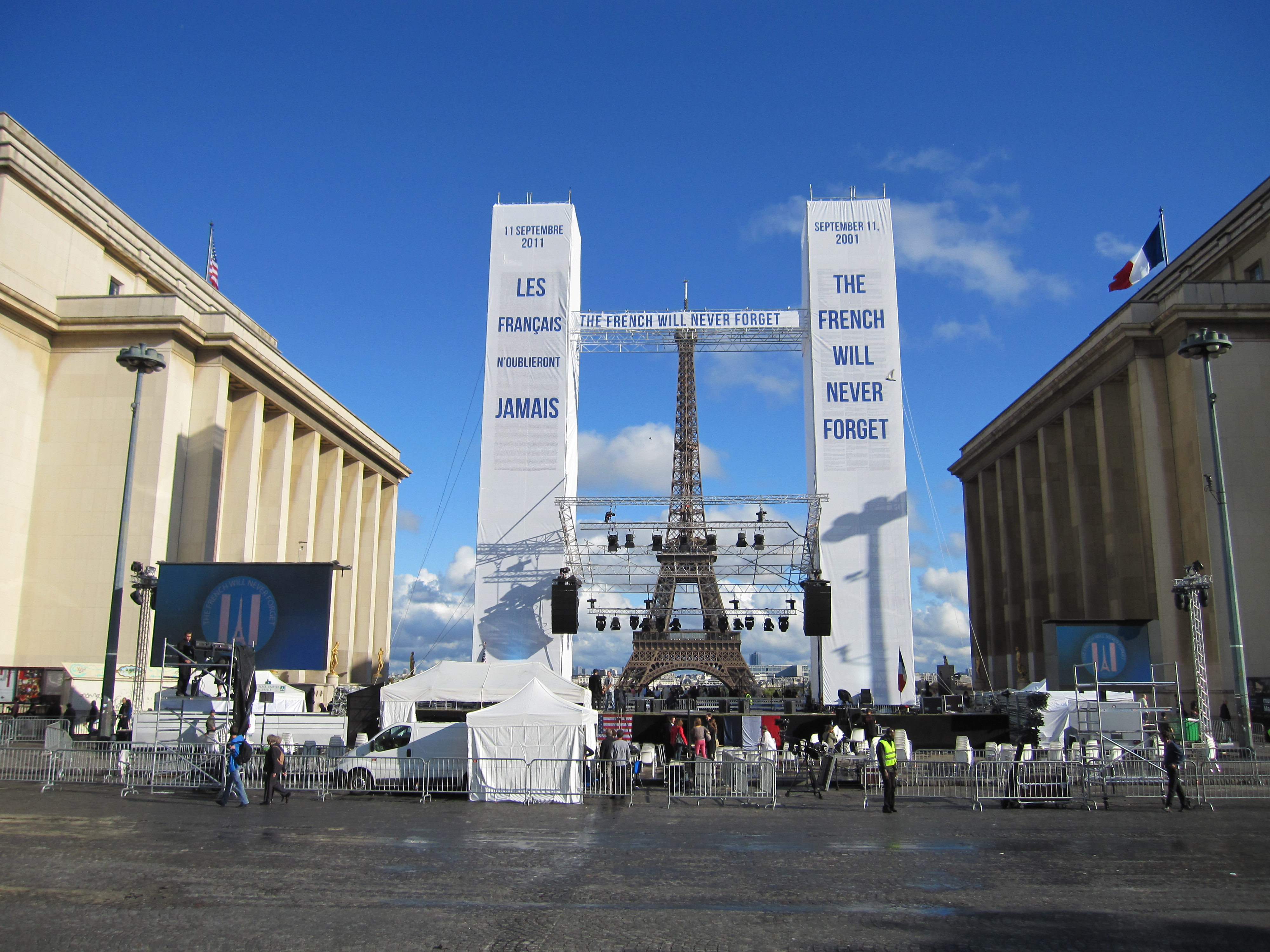
2011년 9.11 테러 10주년 추모 행사
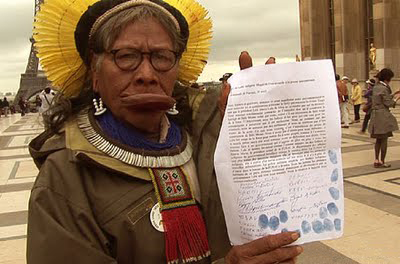
2011년 벨루몬치 댐 건설에 반대하는 라오니족 추장의 1인 시위
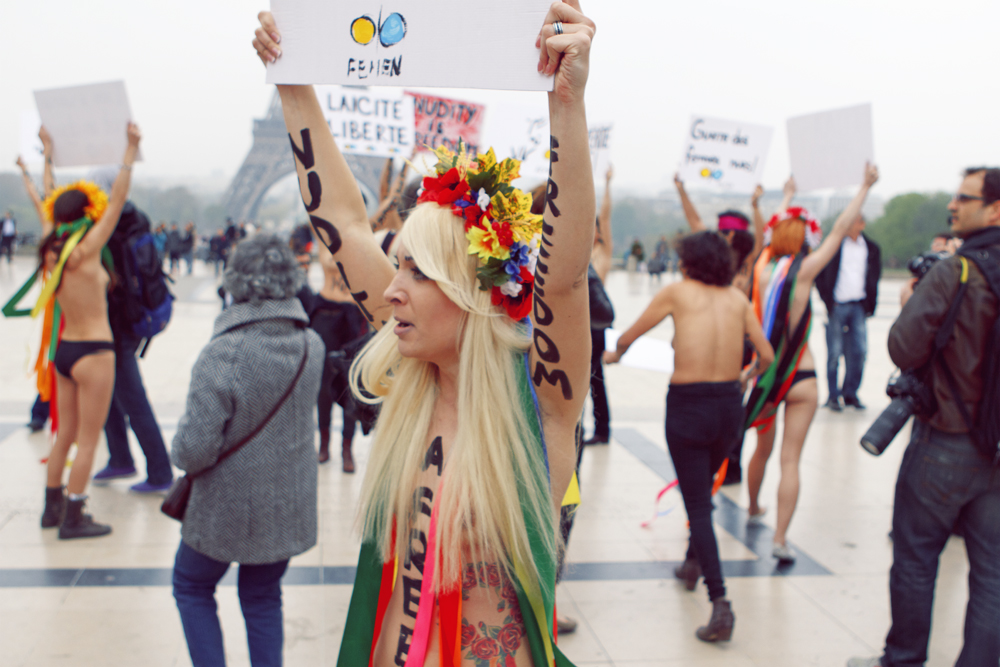
2012년 페멘 시위
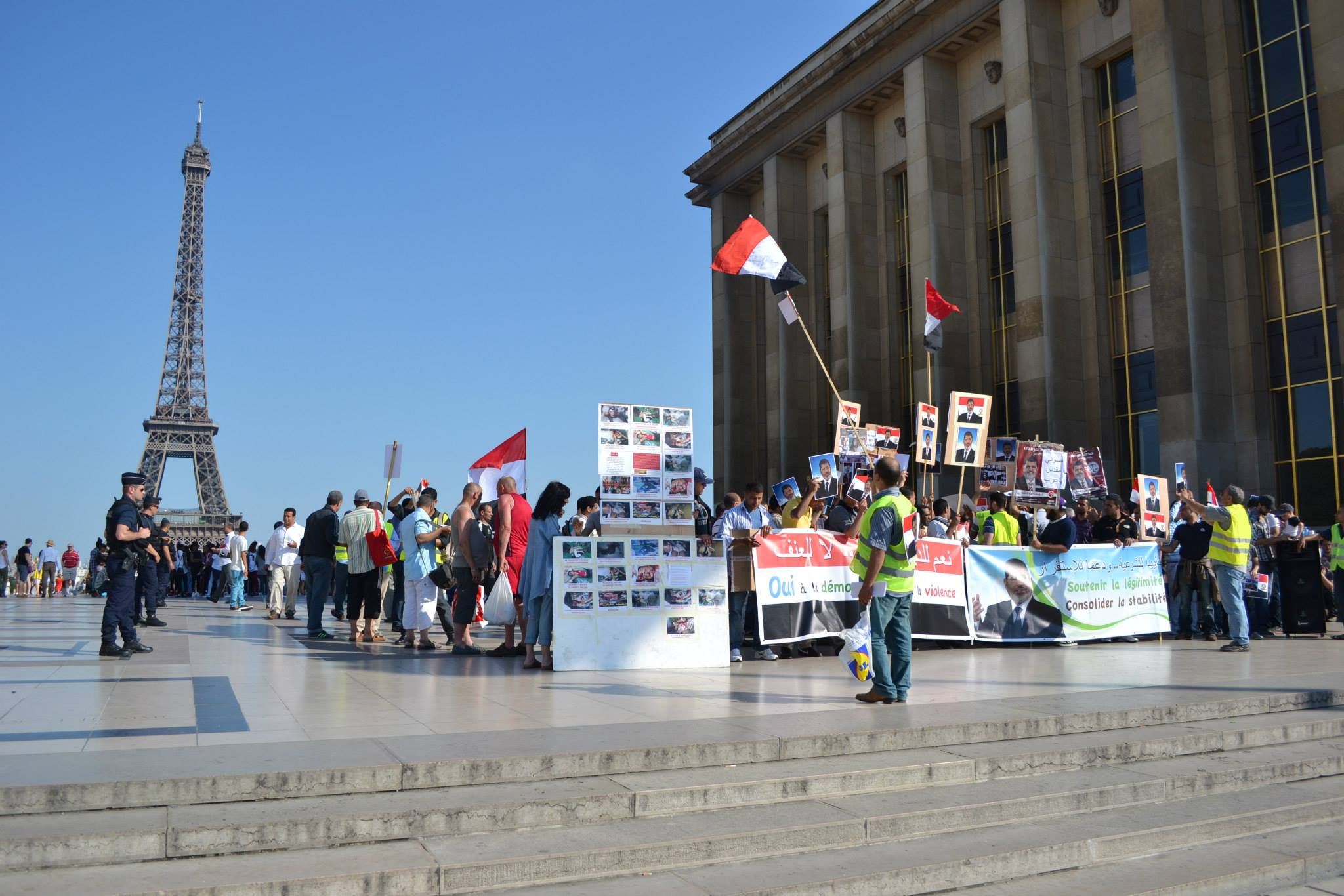
2013년 무함마드 무르시 대통령 지지 시위
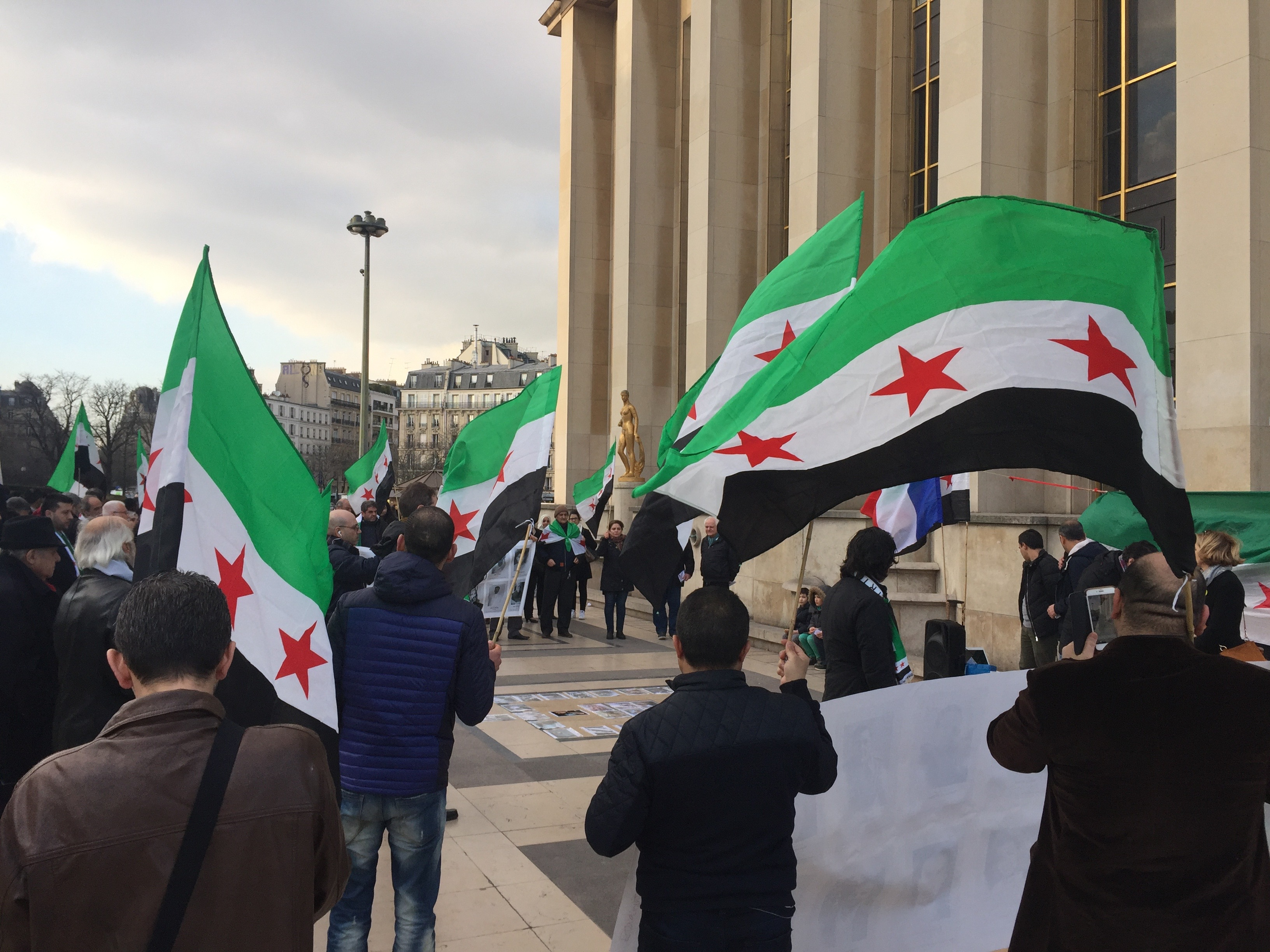
2017년 시리아 혁명 지지 시위
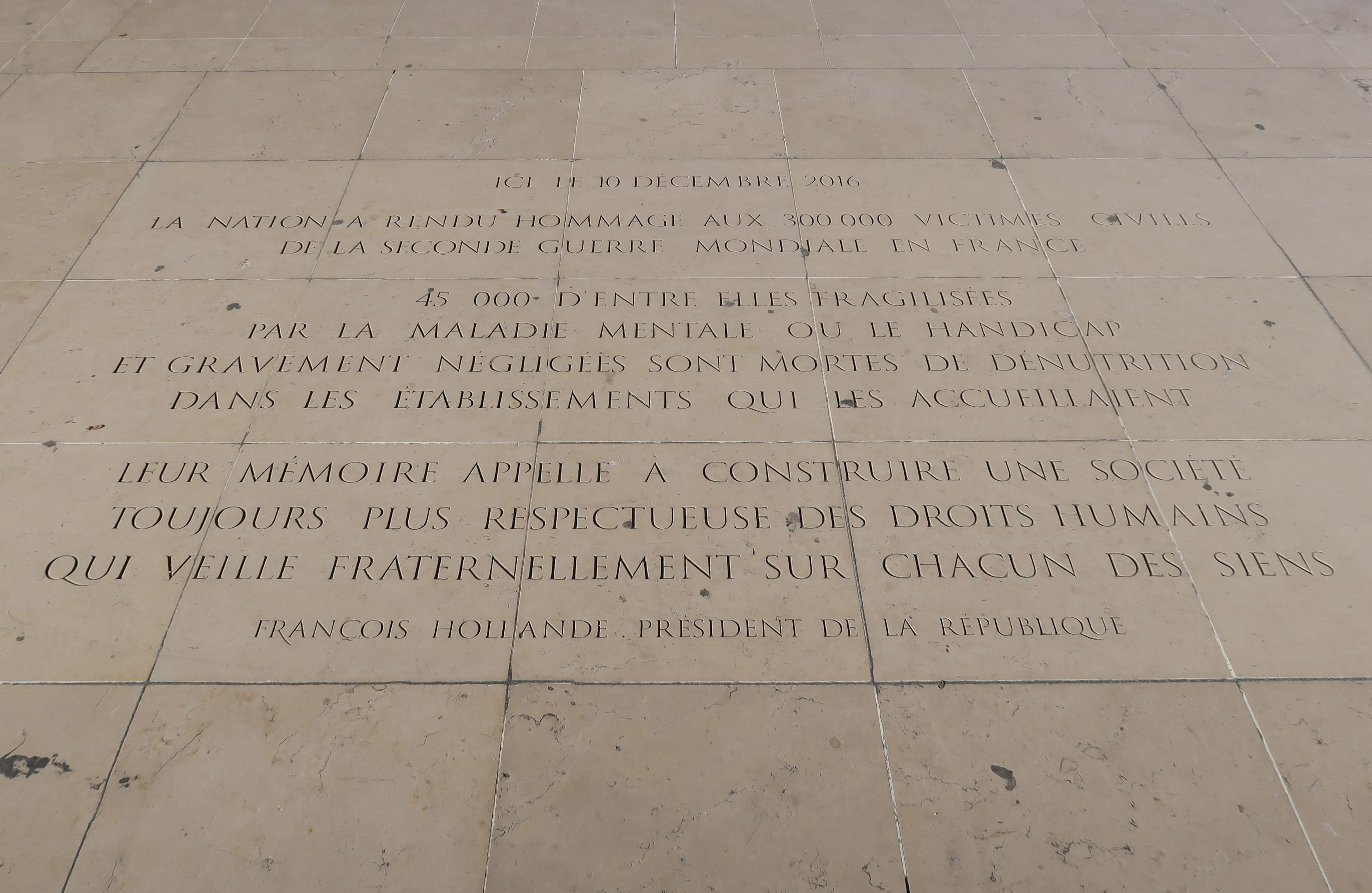
2016년 설치된 추모 석판

## 관련 문헌
- La Restauration du parvis des Libertés-et-des-droits-de-l'Homme au palais de Chaillot, Versailles, service national des travaux, D. Carré, 2004, 31 pages.
- Pascal Ory, Le palais de Chaillot, Les grands témoins de l'architecture, Cité de l’architecture et du patrimoine / Aristéas / Actes Sud, 2006.